# Azariasz (król Judy)
Azariasz (hebr. Azarjahu) lub Ozjasz (także Uzjasz; hebr. Uzzijahu, moją siłą jest Jahwe) – król starożytnej Judy. Jego panowanie przypada na lata 791–739 p.n.e.

## Życiorys
Urodził się między rokiem 804 a 783 p.n.e. Był synem i następcą Amazjasza i jerozolimki Jekolii. W chwili objęcia rządów po zamordowanym ojcu miał 16 lat. Panował 52 lata  (jako regent – 785–769 i jako król – 769–733 p.n.e.).
Prowadził zwycięskie wojny przeciw Filistynom (zburzył ich miasta: Gat, Jabne i Aszdod) i przeciw Arabom z Gur-Baal. Zmusił do uległości Ammonitów, którzy płacili daninę Judzie. W poł. VIII w. terytorium Judy i Izraela (łącznie) niemal dorównywało obszarowi państwa z czasów króla Salomona. Azariasz wzmocnił też mury Jerozolimy i stworzył silną, dobrze zorganizowaną i wyposażoną armię.

Azariasz poświęcił się działalności budowniczo-rolniczej, dzięki czemu kraj odzyskał dawną świetność: 

Wybudował też Ozjasz baszty w Jerozolimie nad Bramą Węgła, nad Bramą Doliny, nad Narożnikiem i umocnił je. Wybudował również wieże w pustyni i wykopał liczne cysterny, ponieważ posiadał wiele bydła na Szefeli i na płaskowyżu - a także rolników i uprawiających winnice na wzgórzach i w ogrodach, kochał się bowiem w uprawie ziemi. (2 Księga Kronik 26, 9-10, Biblia Tysiąclecia).

Pod koniec życia zachorował na trąd, usunął się z dworu, a faktyczne rządy sprawował jego syn Jotam.
Został pochowany w Jerozolimie.